# Progreso (Santa Fé)
Progreso (Santa Fé) é uma comuna da província de Santa Fé, na Argentina.